# The Car (album)
The Car är det sjunde studioalbumet av det brittiska rockbandet Arctic Monkeys. Albumet släpptes den 21 oktober 2022 och föregicks av tre singlar; There'd Better Be a Mirrorball, Body Paint och I Ain't Quite Where I Think I Am. Efter albumets släpp marknadsfördes även Sculptures of Anything Goes som singel.
Albumet bygger vidare på det sound som bandet introducerade med deras sjätte album Tranquility Base Hotel & Casino, ett sound som går ifrån bandets välkända rock-sound och istället influeras mer av bland annat Jazz, Funk och äldre filmsoundtracks.

## Bakgrund
The Car spelades in under 2021. Texterna skrevs av bandets frontman Alex Turner och skivan producerades precis som dess föregångare av James Ford.
Arbetet på ett nytt album påbörjades egentligen redan 2019 då bandet haft idéer för en ny skiva, men bandet kom ingenstans och det enda som behölls från dessa sessioner var en tidig demo som sedan blev Hello You.

## Skivomslag

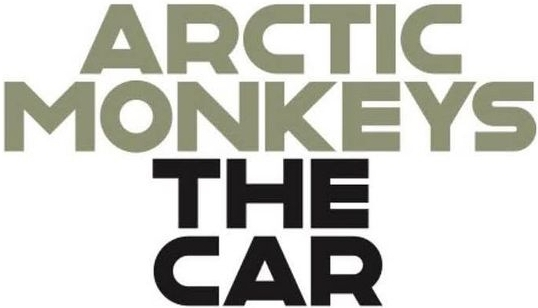
Logotyp

Albumets omslag togs av bandets trummis Matt Helders från fönstret av hans lägenhet i Los Angeles. Bilden föreställer en ensam Toyota Corolla E90 parkerad på högsta våningen av ett parkeringshus. Helders visade bilden för bandet, och Alex Turner gillade bilden så mycket att den till slut både blev skivans omslag och inspirationen för titeln och titelspåret.

## Låtlista[6]
| 1.           | There'd Better Be A Mirrorball   | 4:25  |
| 2.           | I Ain't Quite Where I Think I Am | 3:11  |
| 3.           | Sculptures Of Anything Goes      | 3:59  |
| 4.           | Jet Skis On The Moat             | 3:17  |
| 5.           | Body Paint                       | 4:50  |
| 6.           | The Car                          | 3:18  |
| 7.           | Big Ideas                        | 3:57  |
| 8.           | Hello You                        | 4:04  |
| 9.           | Mr Schwartz                      | 3:30  |
| 10.          | Perfect Sense                    | 2:47  |
| Total längd: | Total längd:                     | 37:23 |